# منشأة كنيب
منشأة كنيب (بالإنجليزية: Kneipp facility)‏ هو بناء أو ابتكار في منتجع أو حديقة خاصة تستخدم للمعالجة المائية، وتسمى أيضا «علاج كنيب» أو «علاج كنيبس». أسسها وطورها الكاهن البافاري الألماني سيباستيان كنيب في القرن التاسع عشر الذي كان أحد أسلاف حركة الطب للمداواة طبيعية.
ومرافق كنيب هي في معظمها تطبيقات موجهة للمياه ولها طرق ودرجات حرارة وضغط مختلفة، مثل: مرافق تجول المياه وأحواض الذراع التي تغذيها الينابيع أو مضخات المياه أو الشبكة العامة لمياه الشرب. وتشمل أيضًا إنشاءات مثل: مسارات المشي حافي القدمين وتنوعات للأطفال. أنه شائع بشكل خاص في البلدان الناطقة باللغة الألمانية  وفي الوقت الحاضر أيضا جزء من مناطق المنتجع الصحي في الفنادق الفاخرة الدولية.

## معرض الصور

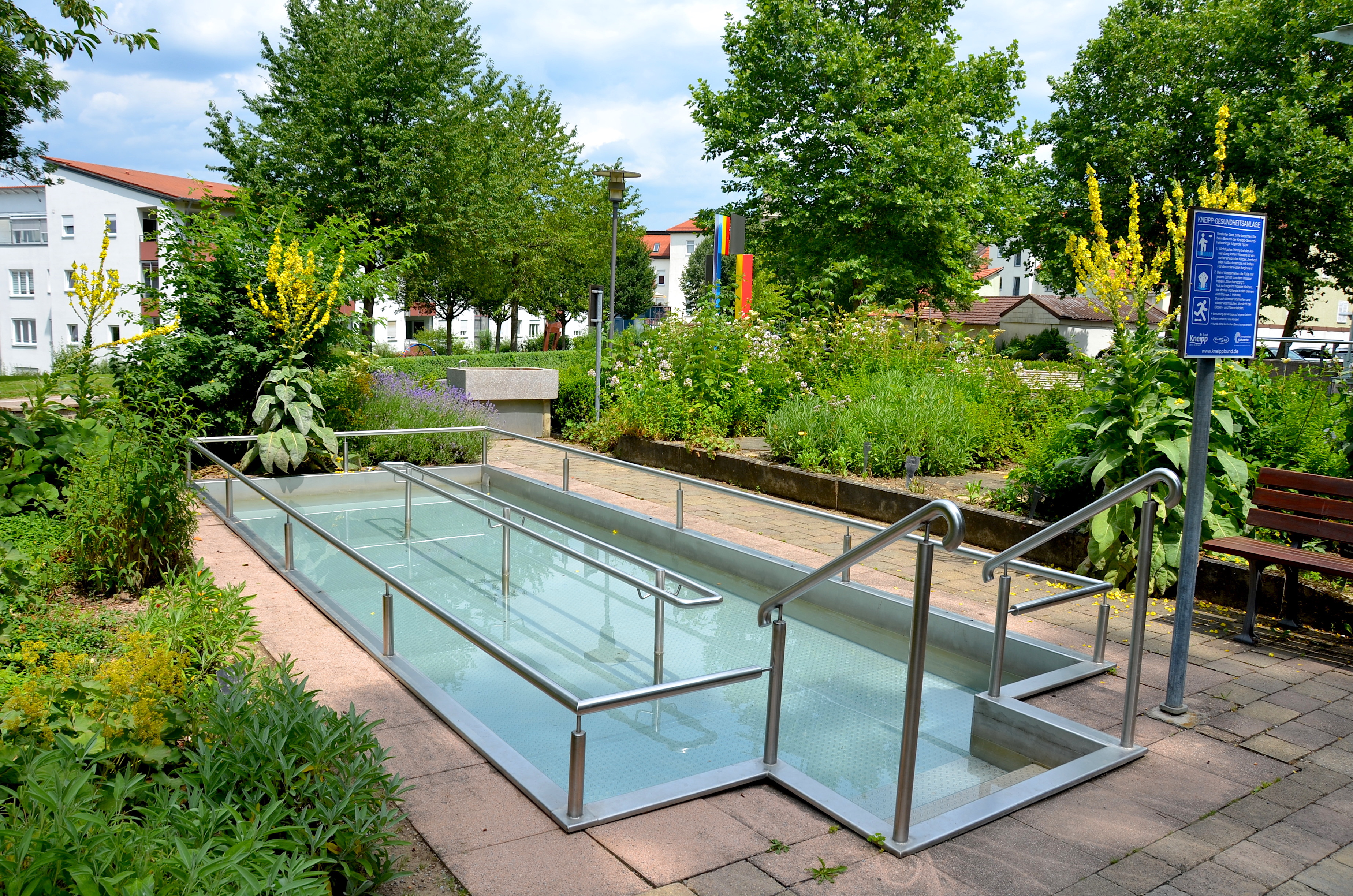
مرفق تجول المياه.
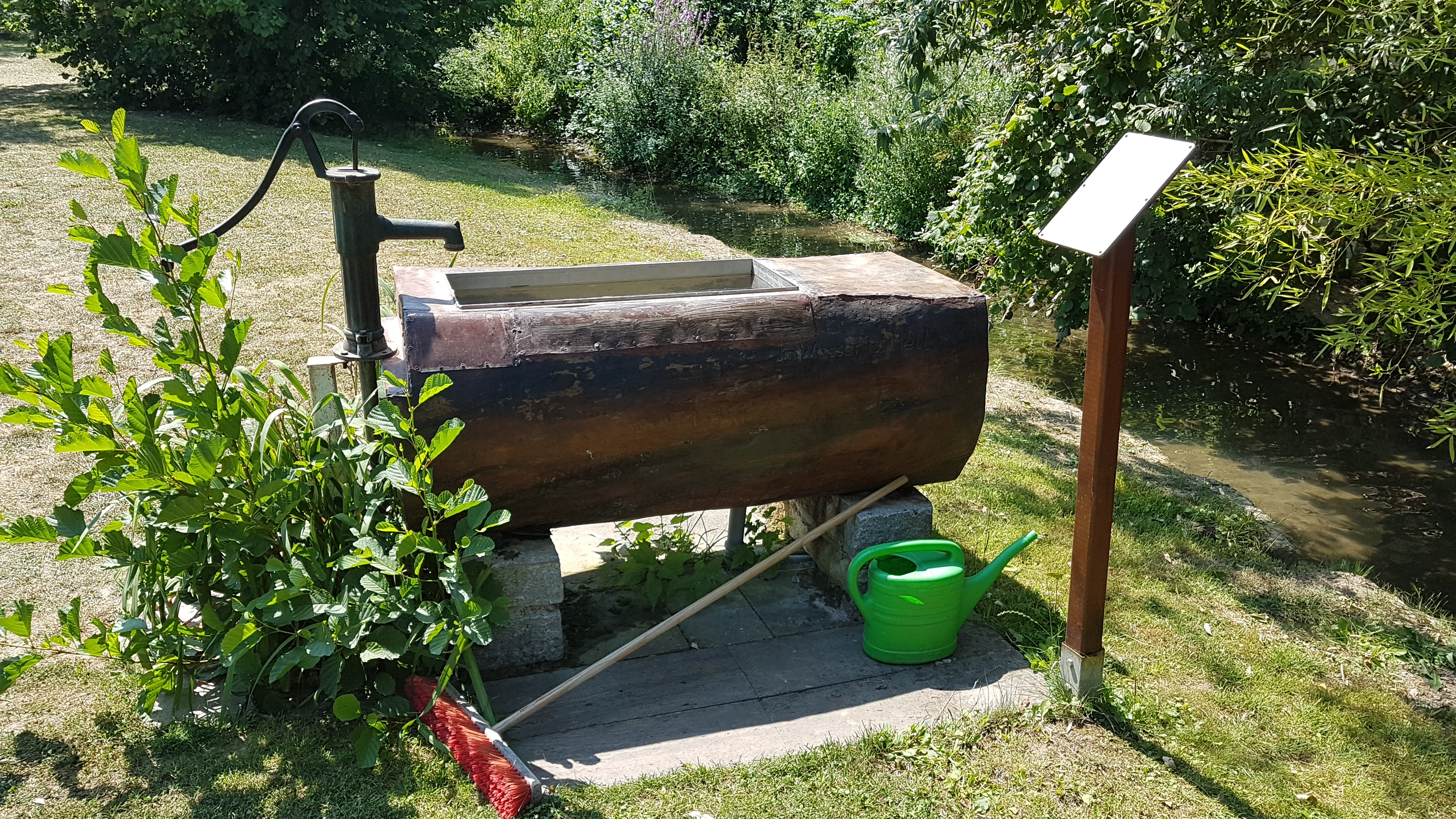
.حوض الذراع المغذي بمضخة ماء
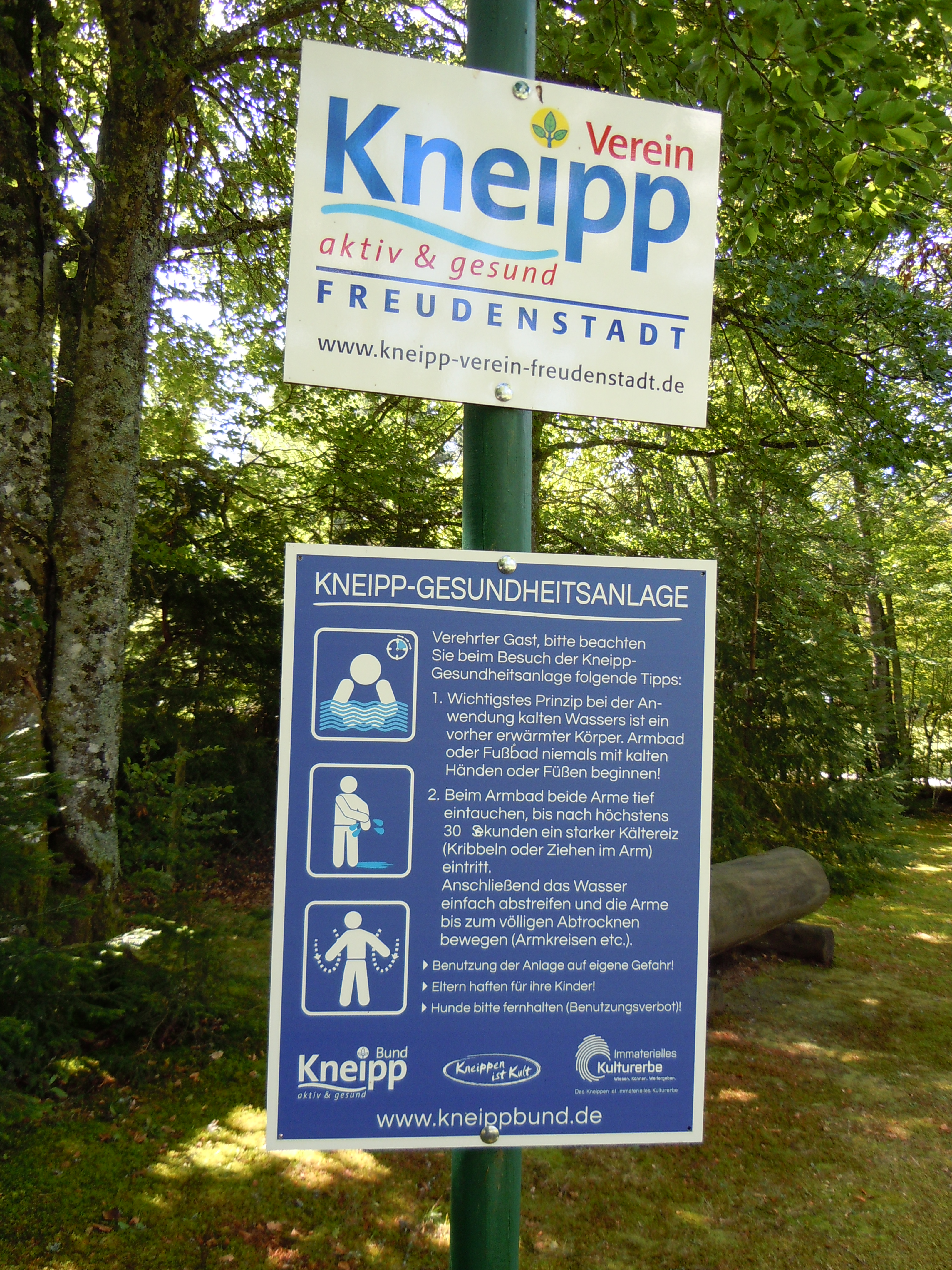
إدخال منطقة كنيب مع المرافق.
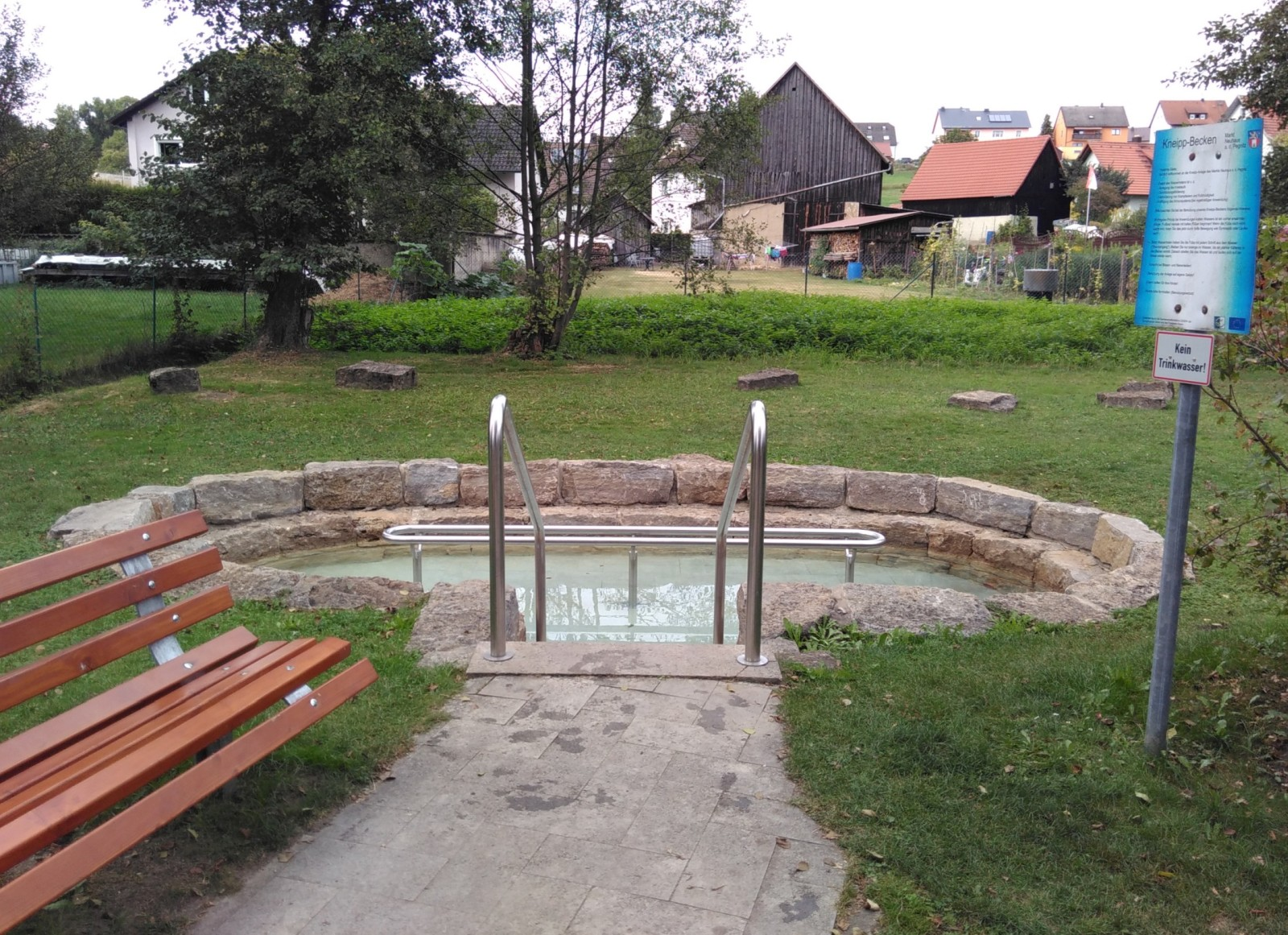
مرفق تجول المياه.
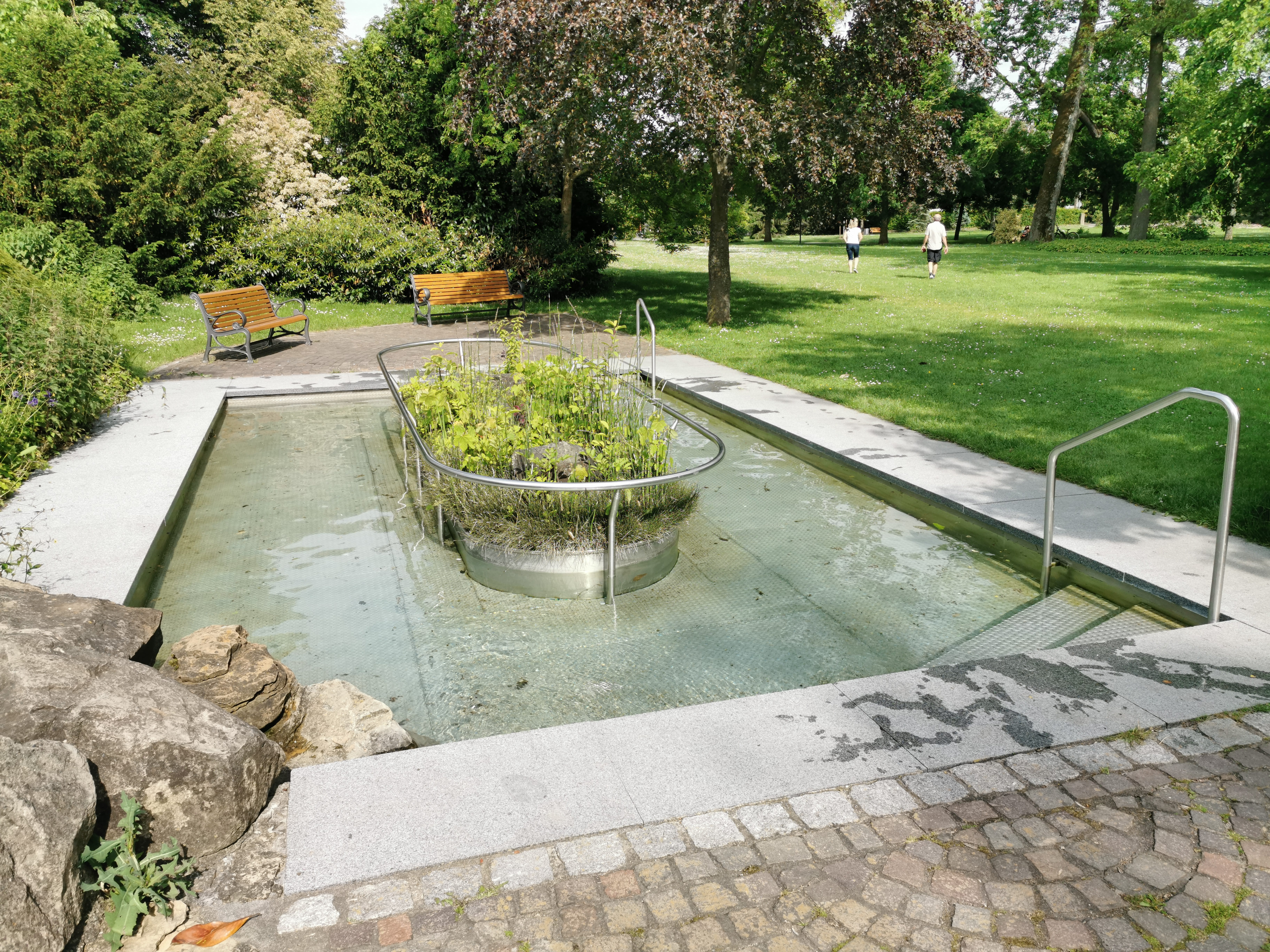
مرفق تجول المياه.
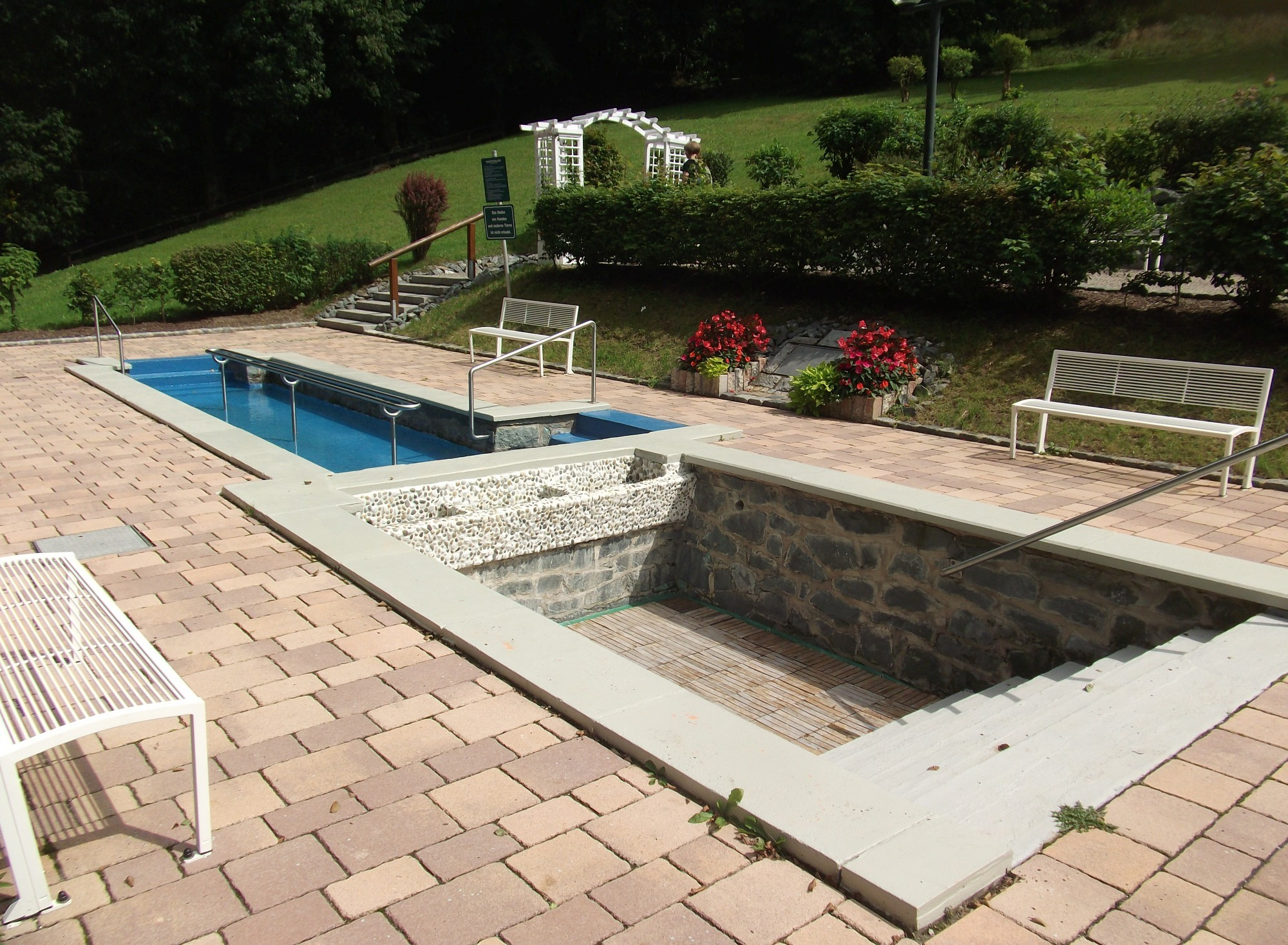
مرفق تجول المياه.
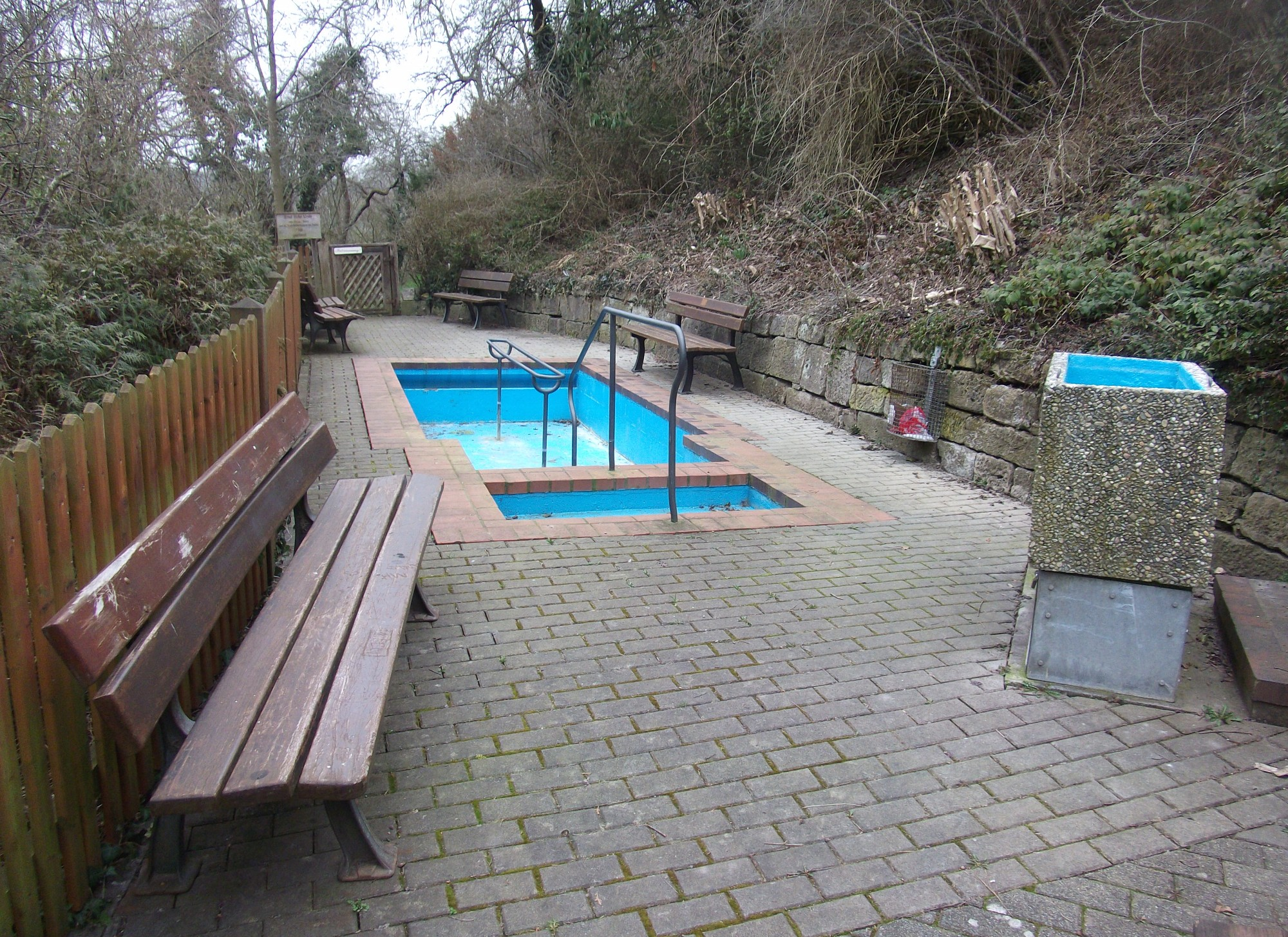
مرفق تجول المياه.
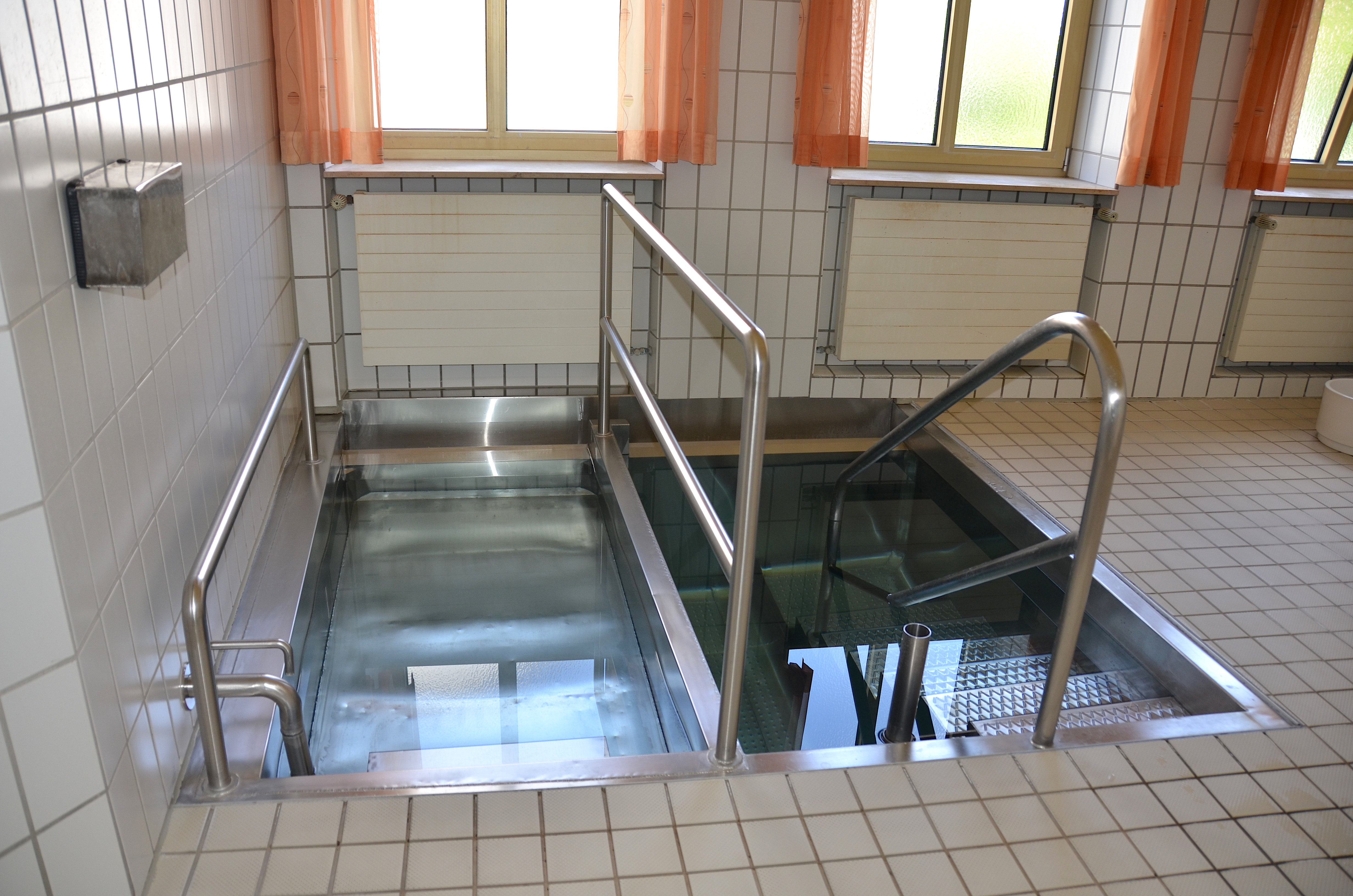
مرفق تجول المياه في بركة سباحة داخلية.
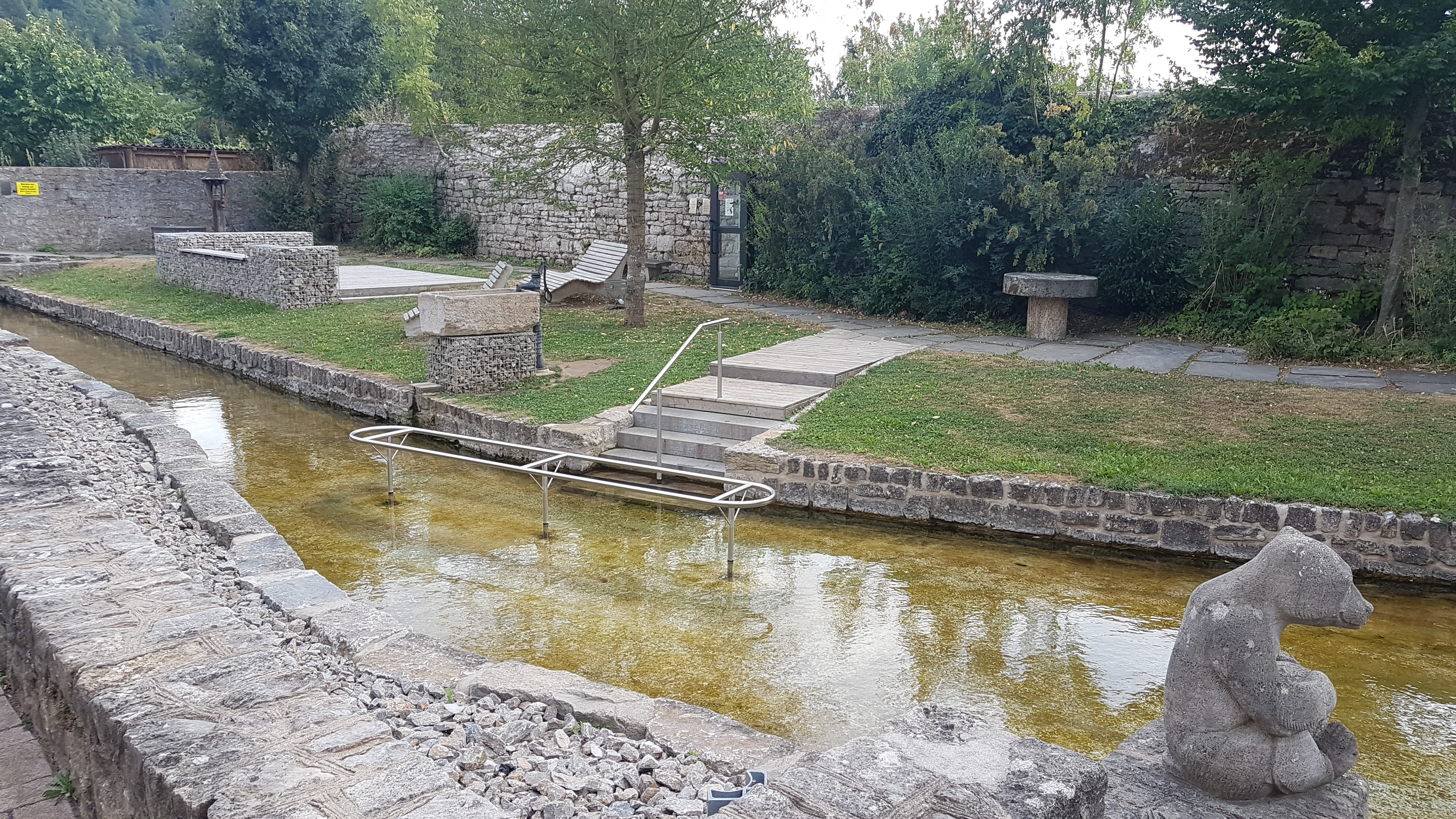
مرفق تجول المياه بالمياه المتدفقة طبيعيا.
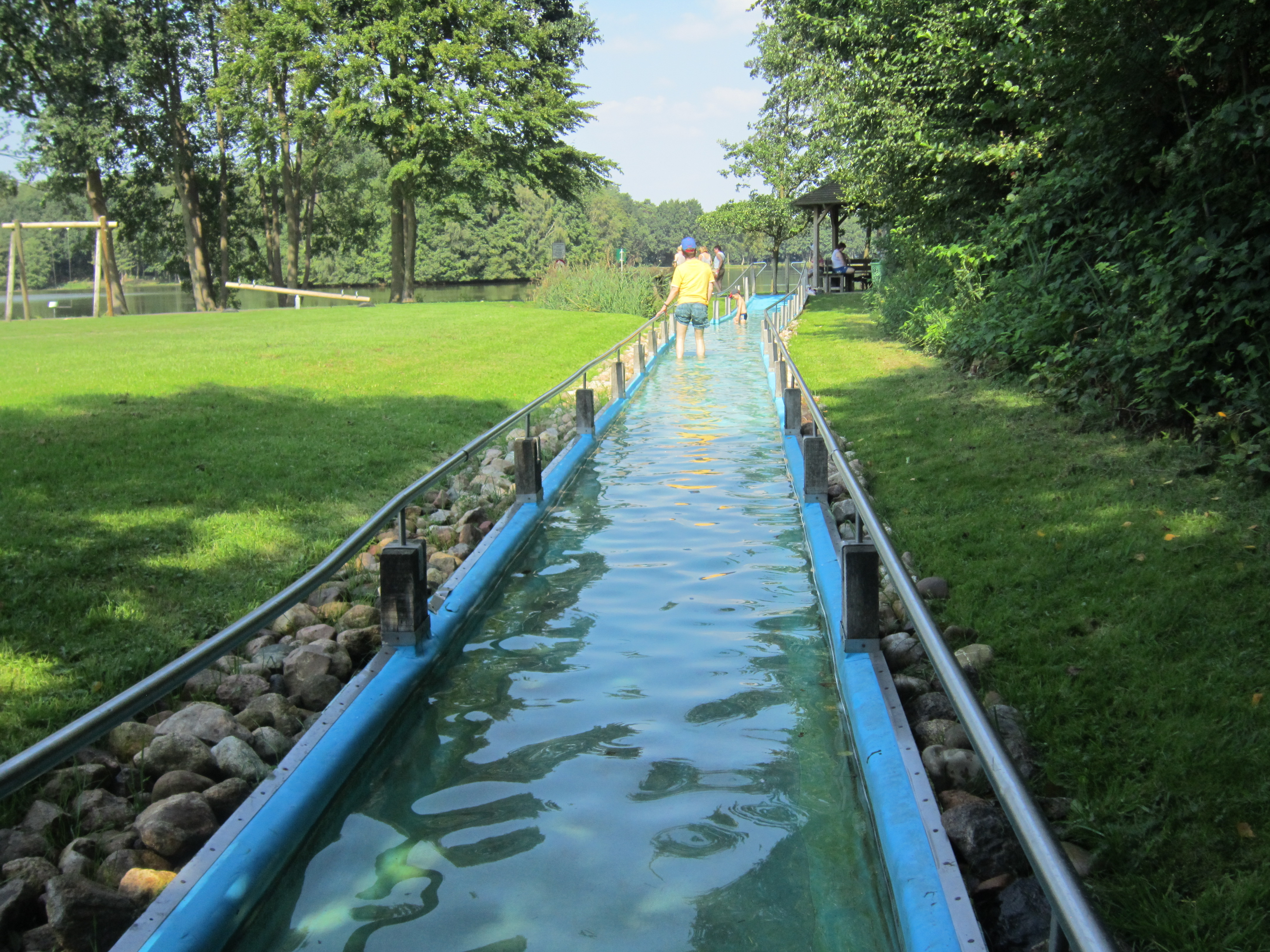
مرفق تجول المياه بالمياه المتدفقة طبيعيا.
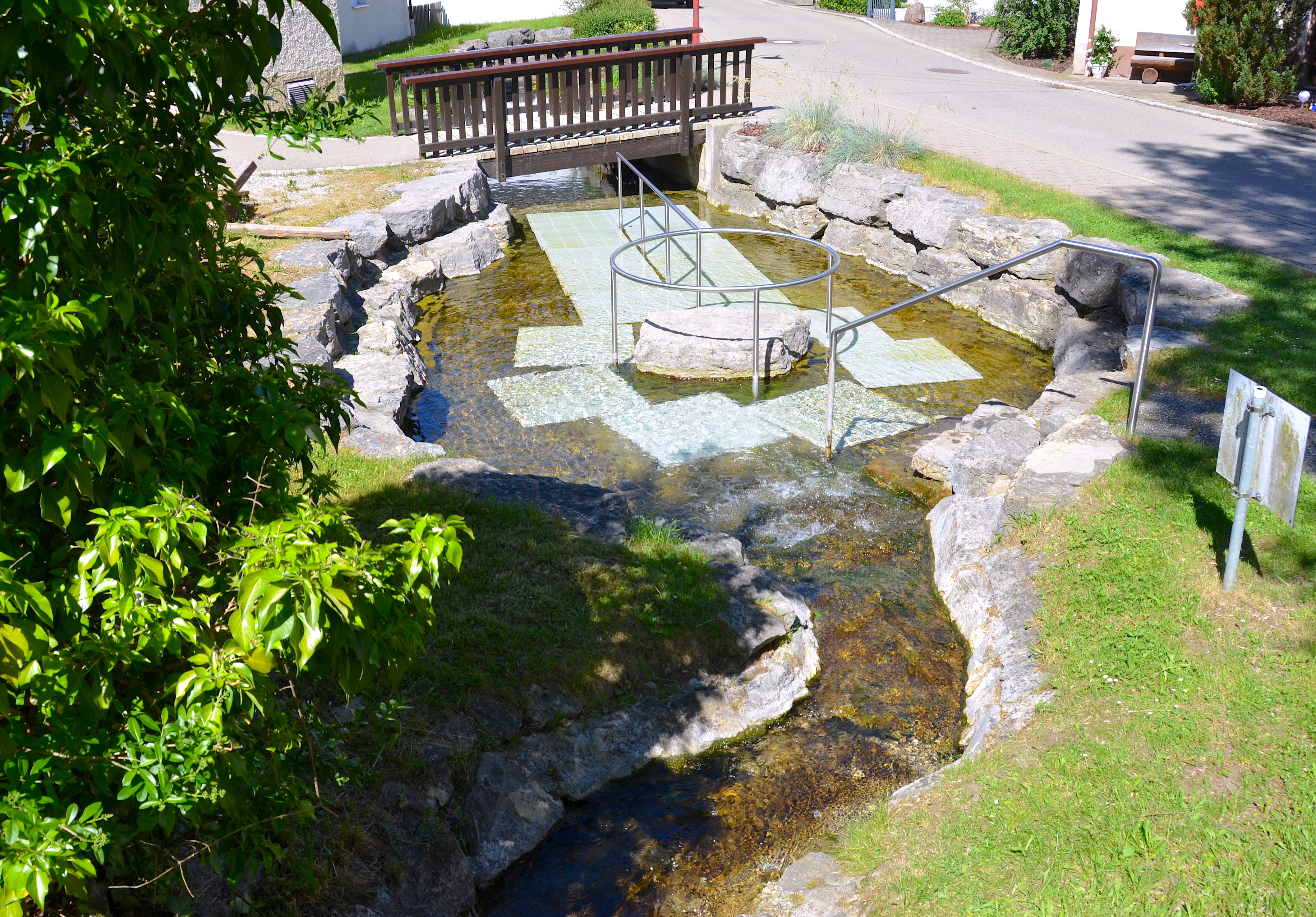
مرفق تجول المياه بالمياه المتدفقة طبيعيا
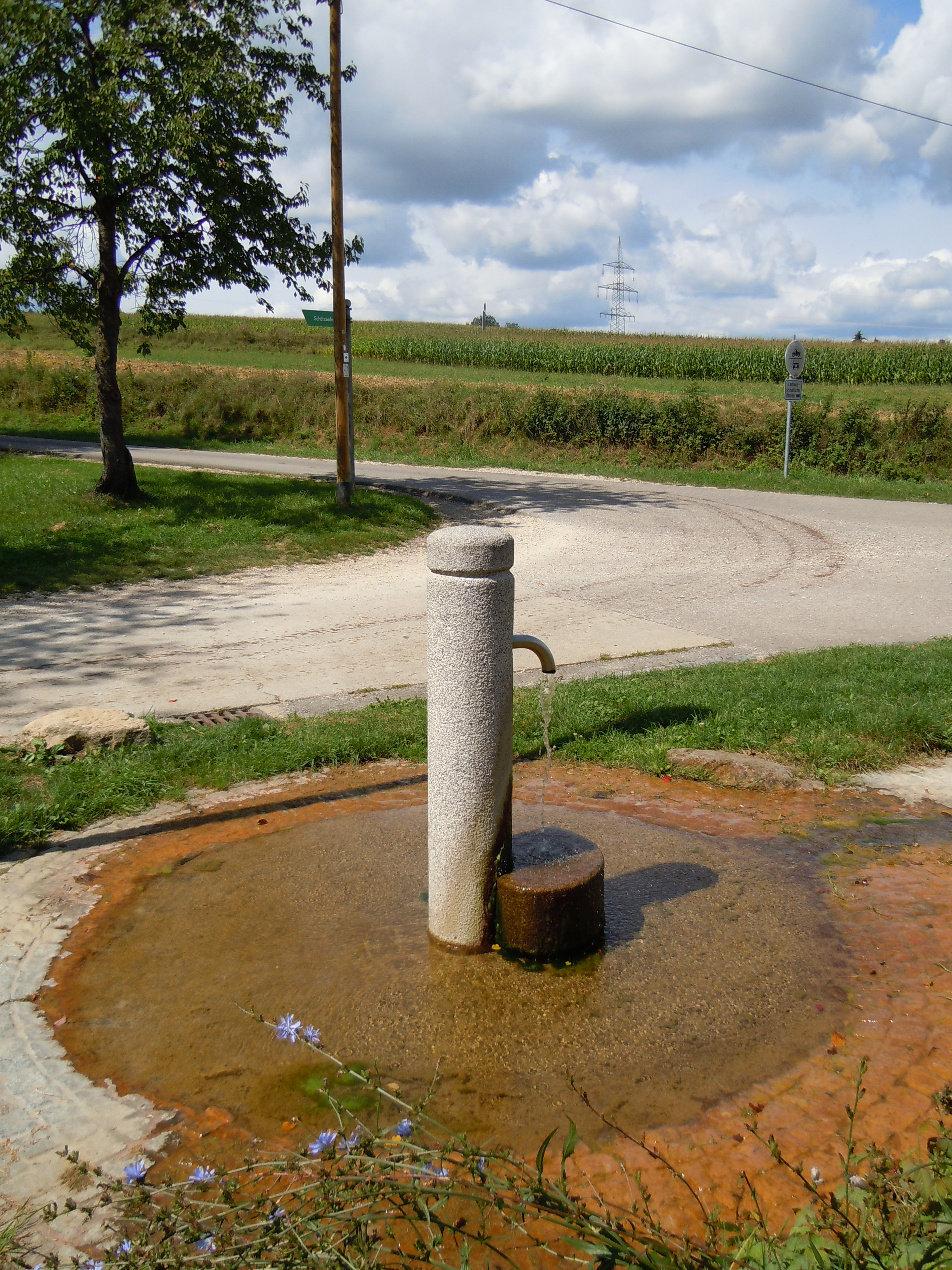
مضخة ماء للمرطبات العامة.